# Гульдемонд, Чарльз
Чарльз «Чез» Гульдемонд (англ. Charles «Chas» Guldemond; 22 апреля 1987 года, Рино, США) — американский сноубордист, выступающий в дисциплинах биг-эйр, слоупстайл и хафпайп.
- Чемпион мира (WSF) 2012 года в слоупстайле;
- Победитель этапа Кубка мира по сноуборду (FIS) в слоупстайле;
- Бронзовый призёр X-Games 2010 в слоупстайле.

## Спортивная карьера

### Места в зачёте Кубке мира (FIS)
Общий зачёт в акробатических дисциплинах (AFU):
- 2012/2013 — 22 место

Зачёт Кубка мира в слоупстайле:
- 2012/2013 — 8 место

### Призовые места на этапах Кубка мира
| #  | Дата           | Место | Вид        |
| -- | -------------- | ----- | ---------- |
| 1. | 11 января 2013 | Купер | Слоупстайл |

### Результаты выступлений в Кубке мира
| |                     |       |             |      |                 |               |
| \| 2012-13 Итоги (AFU) \| 2012-13 Итоги (AFU) \| Купер \| ЧМ Стоунхем \| Сочи \| Шпиндлерув-Млин \| Сьерра-Невада \| \| Очков \| Место \| С-С \| С-С \| С-С \| С-С \| C-C \| \| 1000 \| 22 \| 1 \| 11 \| CANC \| - \| - \| |                     |       |             |      |                 |               |
| C-C — Слоупстайл DNS — спортсмен был заявлен, но не стартовал DNF — спортсмен стартовал, но не финишировал DSQ — спортсмен финишировал, но дисквалифицирован CANC — старт отменён — — спортсмен не участвовал в этой гонке Примечание: очки набранные в гонках спортсменом на Чемпионатах мира и Олимпийских играх не учитываются в итоговом рейтинге Кубка мира. |                     |       |             |      |                 |               |
| 2012-13 Итоги (AFU) | 2012-13 Итоги (AFU) | Купер | ЧМ Стоунхем | Сочи | Шпиндлерув-Млин | Сьерра-Невада |
| Очков | Место               | С-С   | С-С         | С-С  | С-С             | C-C           |
| 1000 | 22                  | 1     | 11          | CANC | -               | -             |